# Stazione di Kita-Kokubun
La stazione di Kita-Kokubun (北国分駅?, Kita-Kokubun-eki) è una stazione ferroviaria sita nella città di Ichikawa, nella prefettura di Chiba, in Giappone. È servita dalla linea Hokusō, gestita dalla società Ferrovia Hokusō.

## Linee
Ferrovie Hokusō
● Linea Hokusō

## Struttura
La stazione è realizzata in trincea semicoperta, con fabbricato viaggiatore al livello del terreno. Al primo piano interrato è presente il mezzanino, e al secondo, due marciapiedi laterali con due binari passanti, collegati al mezzanino da ascensori e scale mobili e fisse.
| 1 | ● Linea Hokusō | per Keisei Takasago, Oshiage, Ueno, Asakusa, Shinagawa, Haneda Aeroporto e Yokohama         |
| 2 | ● Linea Hokusō | per Shin-Kamagaya, Chiba-Newtown-Chūō, Inzai-Makinohara, Inba-Nihon-Idai e Narita Aeroporto |

## Stazioni adiacenti
| «            | Servizio          | »            |
| Linea Hokusō | Linea Hokusō      | Linea Hokusō |
| ------------ | ----------------- | ------------ |
| Yagiri       | Locale            | Akiyama      |
| Transito     | Espresso          | Transito     |
| Transito     | Espresso limitato | Transito     |